# Gotye
Wouter "Wally" De Backer (født 21. maj 1980 i Brugge), også kendt professionelt under sit kunstnernavn Gotye (udtales Go-te-Yae), er en belgisk-australsk multi-instrumentalmusiker, sanger og sangskriver.
Han blev for alvor verdenskendt med hittet "Somebody That I Used to Know", der nåede førstepladsen på Billboard Hot 100 i 2011.
Han har selv udgivet tre studiealbum, samt et enkelt album, der indeholder remixes af numre fra de to første album. De Backer er også en af de tre medlemmer i indiepoptrioen The Basics, som har udgivet tre albums siden 2002.
De Backer har vundet fem Australian Recording Industry Association-Awards og blev nomineret til MTV Europe Music Awards for Bedste Asien og Stillehavsområdet Act.

## Diskografi
- Boardface (2003)
- Like Drawing Blood (2006)
- Making Mirrors (2011)